# گیرنده آدنوزین

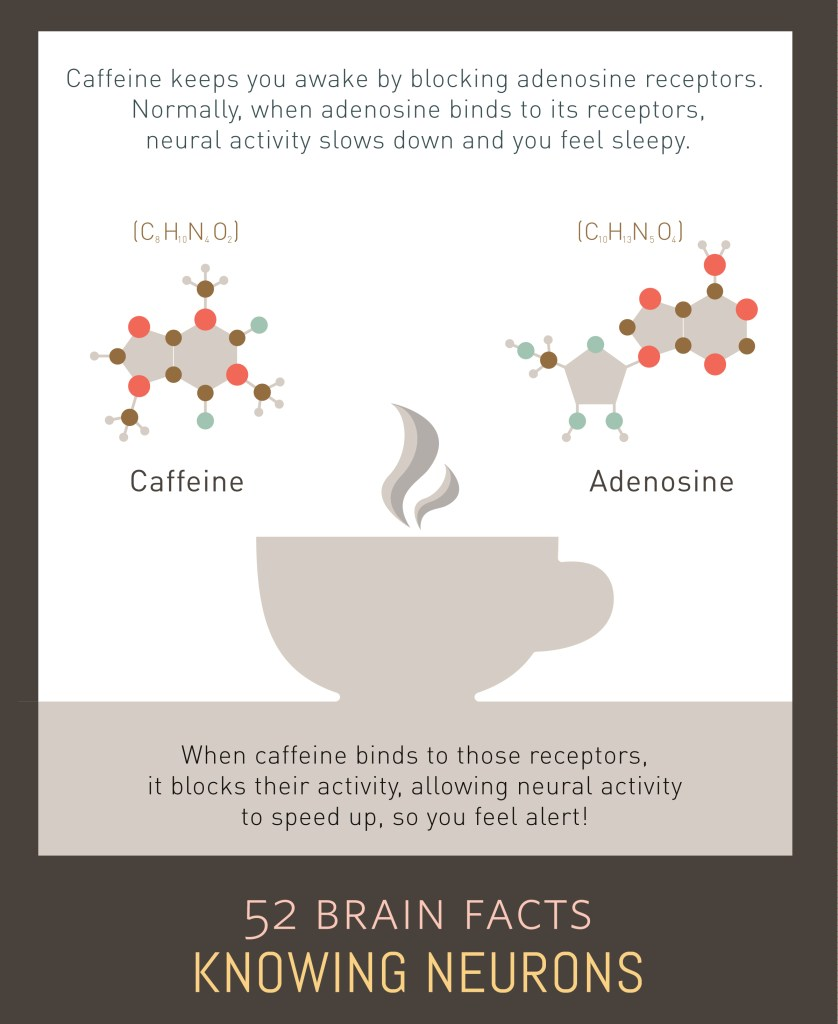
کافئین با مسدود کردن گیرنده های آدنوزین شما را بیدار نگه می دارد.

گیرنده‌های آدنوزین (انگلیسی: Adenosine receptor) گروهی از گیرنده‌های جفت‌شونده با پروتئین جی هستند که پس از اتصال با آدنوزین فعال می‌شوند. این گیرنده‌ها در سلولهای مختلفی مانند عضلات قلب، عروق، عضلات صاف و مغز مشاهده می‌شوند و فعال شدن آنها اثرات مختلفی دارد. از انواع اثرات این گیرنده‌ها می‌توان به گیرنده‌های نوع A1 (موجب کاهش تعداد ضربان قلب)، A2A (اتساع عروق کرونری)، A2B (اسپاسم مجاری تنفسی)، A3 (شل شدن عضلات قلب و مهار دگرانولاسیون نوتروفیل‌ها) اشاره کرد.
ترکیبات گزانتین مانند کافئین و تئوفیلین از مهارکننده‌های غیراختصاصی گیرنده‌های A1 و A2A هستند.